# Alto Orinoco
Alto Orinoco, (Municipio Alto Orinoco) jedna od 7 općina venezuelske države Amazonas. Nalazi se na istoku države i prostire na površini od 50.850 km², na kojem živi svega 17.797 popisanih stanovnika 2007. Glavno  gradsko središte je gradić La Esmeralda na obali rijeke Orinoco.

## Povijest
Njenom utemeljenju pridonio je Diez de la Fuente koji je stigao iz Španjolske i došao u Esmeraldu 17. ožujka 1767. u pratnji 3,000 Indijanaca iz plemena Maquiritare, Wuainabis, Catarapenas i Macos i dvojice kasika, Wadena y Wasaha, te je pokrenuo razvoj Esmeralde. Osnovana je kapucinska misija San Francisco de la Esmeralda, izgrađena crkva i kuće europskog izgleda. Dana 17. ozujka 1767. Esmeralda je preimenovana u San Francisco de Asiz. Godine 1769. osnovane su i misije San Félix na donjem Padamu i Santa Gertrudis na gornjem toku rijeke Páramo, i služile kao sabirni centri za prikupljanje kakaa. Općina je priznata kao teritorijalna jedinica 10. prosinca 1880.

## Podjela
Općina je podijeljena na 5 župa (parroquias), to su glavni grad Alto Orinoca, Huachamacare, Marawaka, Mavaca i Sierra Parima.

## Indijanci
Na području općine žive i skupine Maquiritare, Yanomami i Piaroa Indijanaca.